# Ordine dell'amicizia (Vietnam)
L'Ordine dell'amicizia è un'onorificenza del Vietnam.

## Storia
L'Ordine è stato fondato il 26 novembre 2003.

## Assegnazione
L'Ordine è conferito a persone straniere o collettività di stranieri che hanno dato un grande contributo alla costruzione, al consolidamento e allo sviluppo dell'amicizia tra il Vietnam e gli altri paesi del mondo.

## Insegne
- Il   nastro è rosso con due strisce gialle sui bordi.